# Nemoria cara
Nemoria cara là một loài bướm đêm trong họ Geometridae.